# CityCenter
Het CityCenter (Ook CityCenter Las Vegas of CityCenter Project) is een 1.560.500 m² groot terrein dat verschillende hotels, casino's en winkels huisvest. Het CityCenter ligt aan de Strip in de Amerikaanse stad Las Vegas. Het project is ontwikkeld door MGM Resorts International en halverwege de bouw kocht Infinity World Development zich voor vijftig procent in in het project. De uitvoerende tak bleef echter voor de volle honderd procent bij MGM Resorts. In juli 2021 kocht MGM Resorts International de 50% van Infinity World Development terug en verkocht het de Aria en Vdara aan de Blackstone Group. De bedrijfsvoering blijft in handen van MGM.
Het project bestaat uit drie hotels, namelijk: het Aria Resort & Casino, Waldorf Astoria Las Vegas en Vdara Hotel & Spa. Daarnaast staat er een appartementencomplex, Veer Towers, en een winkelcentrum, The Crystals, op het terrein. Er waren plannen voor een vierde hotel. Door constructiefouten is het vierde hotel, Harmon Hotel, echter niet voltooid.

## Geschiedenis

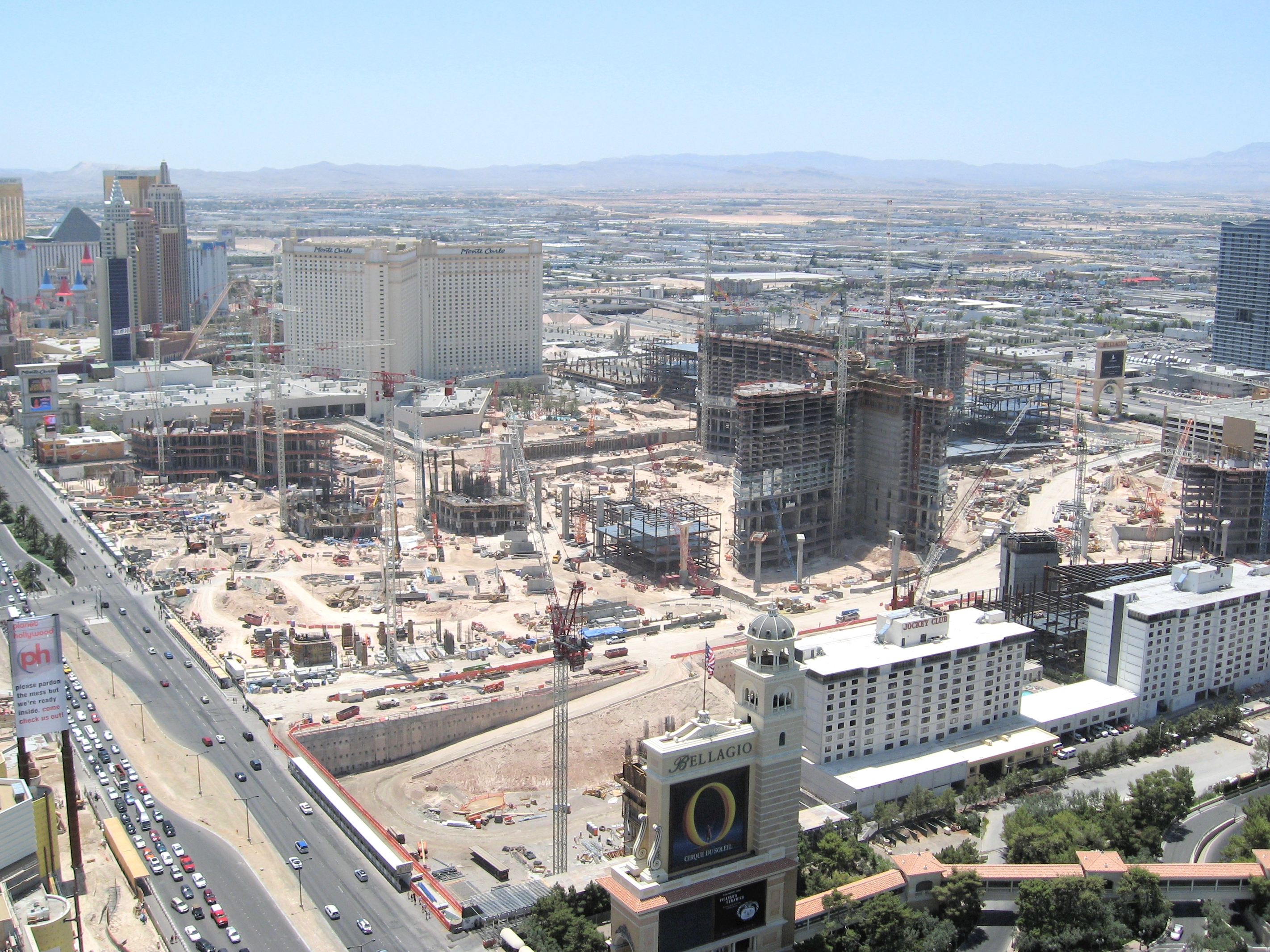
Project CityCenter in juni 2007.

### De bouw
In 2004 werden de plannen voor het CityCenter aangekondigd. Nadat alle plannen uitgewerkt waren werd in 2006 begonnen met het prepareren van de grond zodat er op 26 juni 2006 het eerste beton kon worden gegoten. In 2007 werd ook het beton gegoten voor het laatste gebouw, de Veer Towers.
Terwijl dit bezig was investeerde Infinity World Development, een dochteronderneming van Dubai World, voor 2,7 miljard dollar in het project. Dit zorgde ervoor dat het CityCenter eigendom werd van zowel MGM Resorts International als van Infinity World Development. De uitvoerende tak voor het CityCenter bleef de verantwoordelijkheid van MGM Resorts International.
In februari dat jaar veroorzaakte de val van een 1.500 kilogram zware stalen muur twee doden nadat deze van een hijskraan viel en een andere muur raakte die vervolgens vier werknemers meesleepte, twee van hen overleefden dit ongeluk niet. Op 10 augustus overleed een werknemer die bezig was met het smeren van een bouwlift. Het contragewicht van de lift viel op de werknemer.
Een maand later gebeurde er opnieuw een dodelijk ongeluk, dit keer viel een van de arbeiders vijftien meter naar beneden toen hij aan het werk was. Een tweede ongeluk met een werknemer die viel gebeurde in april 2008 toen een werknemer zes meter naar beneden viel en dit niet overleefde. Het zesde en laatste dodelijke ongeluk gebeurde ook in 2008, toen in mei een werknemer verpletterd werd tussen een contragewicht en een hijskraan.

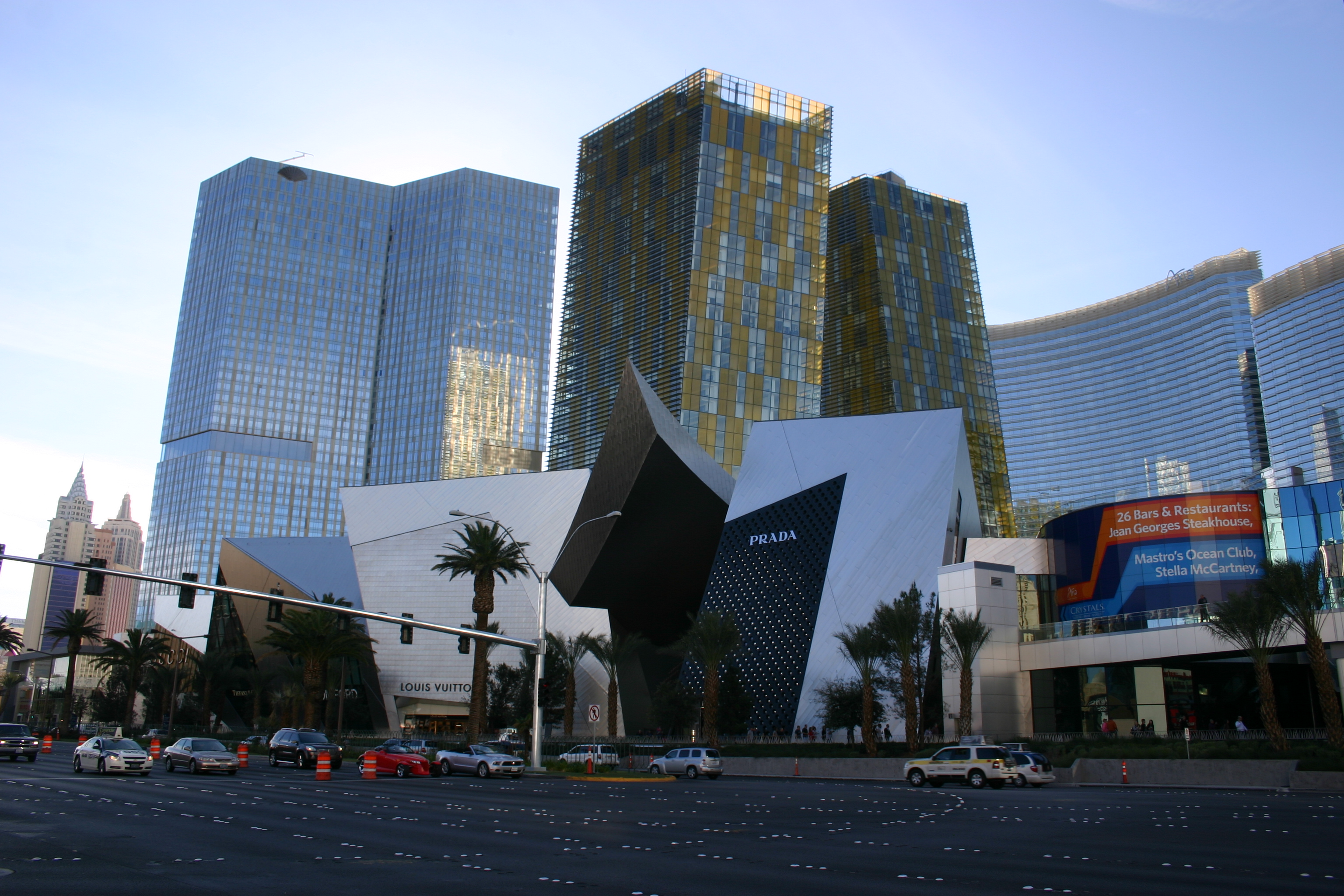
Het CityCenter met op de voorgrond The Crystals en op de achtergrond (v.l.n.r.) Waldorf Astoria Las Vegas, Veer Towers en Aria.

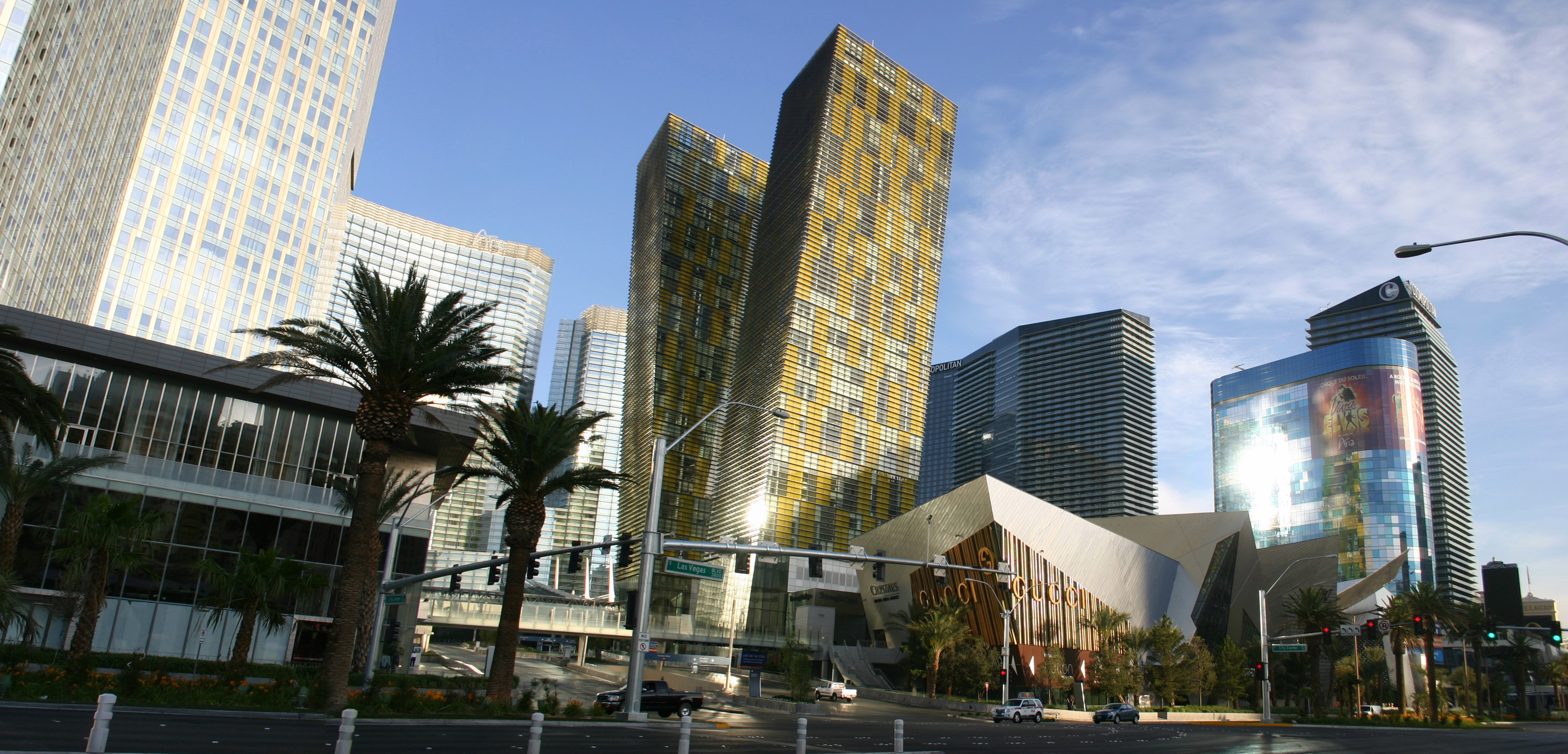
Het CityCenter met (v.l.n.r.) Aria, Veer Towers, The Crystals (voorgrond), Harmon Hotel (voorgrond) en Cosmopolitan (achtergrond).

De kredietcrisis zorgde er begin 2009, samen met enkele aanklachten van partner Infinity World Development, voor dat het project dicht bij de afgrond in de buurt kwam. Het tij werd echter gekeerd doordat er leningen werden uitgegeven door plaatselijke banken, zo kon het project verdergaan en werd op 16 december 2009 het CityCenter officieel geopend.

### Na de opening
In dezelfde maand van de opening van het CityCenter openden nog een groot aantal van de andere gebouwen die behoren tot het CityCenter Project. Ook werden de ruzies om geld tussen MGM Resorts International en Infinity World Development bijgelegd. Ook werden er in de eerste jaren na de opening al gelijk enkele prijzen en beoordelingen behaald. Zo werden alle vijf de voltooide gebouwen voorzien van het LEED Gold certificaat.

## Ligging
Het project wordt aan de noord- en zuidkant omringd door andere eigendommen van MGM Resorts International, namelijk het Bellagio (noorden) en het Park MGM (zuiden). Het CityCenter ligt in het midden van de strip en is gebouwd op de plek waar eerst het Boardwalk Hotel stond. Aan de overkant van het CityCenter liggen onder andere Planet Hollywood, The Signature en Marriott's Grand Chateau. Tevens wordt het project aan de zuidkant vergezeld door het Cosmopolitan, dat gelijktijdig gebouwd is en zich tussen Crystals en het Bellagio in bevindt.

## Ontwerp

### Algemeen ontwerp
Het masterplan voor Project CityCenter werd ontworpen door Ehrenkrantz Eckstut & Kuhn. In de eerste plannen zou het terrein vol komen te staan met 2.400 appartementen met de optie tot verhuur en 4.800 gewone hotelkamers. Deze in totaal 7.200 kamers zouden in verschillende torens komen rondom het winkelcentrum Crystals. De kamers zouden verdeeld worden over het Aria (4.000 hotelkamers), Waldorf Astoria Las Vegas en Harmon Hotel (beide 400 hotelkamers), Vdara (1.500 appartementen) en de Veer Towers (1.300 appartementen). Daarnaast zou er nog 46.000 m² vrij worden gemaakt voor een winkelcentrum, The Crystals, en het "Entertainment district". Met het vroegtijdig afblazen van het Harmon Hotel en het verminderde aantal kamers in de Veer Towers komt het totaal aantal kamers op ongeveer 6.200.
Bij het ontwikkelen van het CityCenter is er veel gebruikgemaakt van milieuvriendelijke technieken zoals het hergebruik van water en het beschikken over een eigen energiecentrale voor het CityCenter. Daarnaast zijn alle gebouwen uitgerust met een energiebesparend ventilatiesysteem en wordt er energie bespaard door automatisch geregelde airconditioning en verwarming in de hotelkamers. Deze groene maatregelen hebben ertoe geleid dat alle vijf de gebouwen van het CityCenter een LEED Gold certificaat hebben bemachtigd.
Met een totale prijs van ongeveer 9,2 miljard dollar was het Project CityCenter het grootste privaat gefinancierde ontwikkelingsproject in de Verenigde Staten. De originele kosten waren berekend op 4 miljard dollar, maar door extra constructiekosten en veranderingen aan het ontwerp tijdens de bouw vielen de kosten opmerkelijk veel hoger uit.

#### Architecten
| Architect                    | Taak                                         | Het masterplan |
| ---------------------------- | -------------------------------------------- | -------------- |
| Ehrenkrantz Eckstut & Kuhn   | Ontwerper van het masterplan.                |                |
| Gensler                      | Uitvoerend architect                         |                |
| Foster + Partner             | Architect van het Harmon Hotel               |                |
| Helmut Jahn                  | Architect van de Veer Towers                 |                |
| Kohn Pedersen Fox Associates | Architect van het Waldorf Astoria Las Vegas  |                |
| Pelli Clark Pelli            | Architect van het Aria Resort & Casino       |                |
| RV Architecture              | Architect van het Vdara Hotel & Spa          |                |
| Rockwell Group               | Architecten van het "Entertainment District" |                |
| Studio Daniel Libeskind      | Architecten van het "Entertainment District" |                |

### Kunst

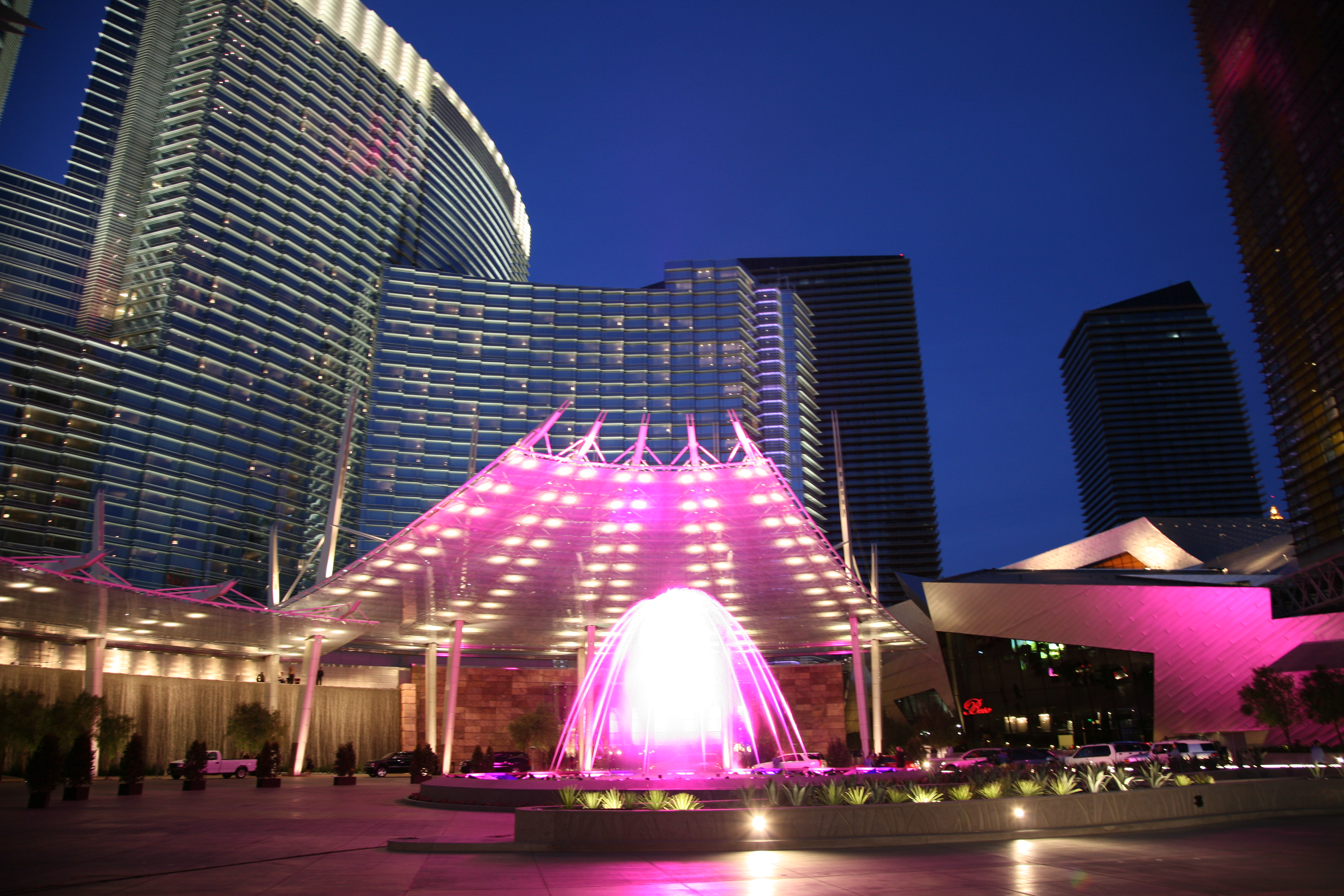
Lumina bij de ingang van het Aria.

De kunstcollectie van het CityCenter heeft een waarde van ongeveer 40 miljoen dollar. Hiermee heeft het CityCenter de grootste kunstcollectie van de hele Strip. Er hangt kunst van vijftien verschillende kunstenaars, waaronder Maya Lin, Jenny Holzer, Nancy Rubins, Claes Oldenburg, Coosje van Bruggen, Frank Stella, Henry Moore en Richard Long. Naast deze collectie is er in het Waldorf Astoria Las Vegas een expositiehal waar door het jaar heen verschillende kunstenaars hun kunstwerken tentoonstellen.
Het CityCenter bezit vijf verschillende waterbezienswaardigheden. Al deze kunstwerken zijn gecreëerd door WET Design, het bedrijf dat ook verantwoordelijk is voor The Fountains of Bellagio en de Mirage-vulkaan. Drie van deze bezienswaardigheden bevinden zich bij het Aria, twee aan de vooringang, een aan de achteringang. Dit zijn Lumina, Focus en Latisse. De andere twee, Halo en Glacia, bevinden zich bij Crystals.

## Verschillende projecten

### Hoofdgebouwen
| Naam                      | Hoogte | Verdiepingen | Kamers | Appartementen | Opmerkingen |
| ------------------------- | ------ | ------------ | ------ | ------------- | --- |
| Aria Resort & Casino      | 180 m  | 61           | 4.004  | 0             | Het 4.004 kamers grote hotel is het hoofdgebouw van het CityCenter.                                                                      |
| The Crystals              |        | 3            | 0      | 0             | Crystals is het winkelcentrum en het daarbij behorende "Entertainment District" van het CityCenter.                                      |
| Harmon Hotel              |        | 27           | 0      | 0             | Het Harmon Hotel is niet verder gebouwd en zal in de toekomst worden afgebroken omdat er constructiefouten zijn ontdekt tijdens de bouw. |
| Waldorf Astoria Las Vegas | 164 m  | 56           | 392    | 0             | Het Waldorf Astoria Las Vegas is een individueel gemanaged hotel dat ontwikkeld is ten behoeve van het CityCenter.                       |
| Vdara Hotel & Spa         | 176 m  | 57           | 1.495  | 0             | Het Vdara is een samenwerking met het Aria en bevindt zich als enige onderdeel van het CityCenter aan de andere kant van Harmon Avenue.  |
| Veer Towers               | 132 m  | 37           | 0      | 675           | Veer Towers is een appartementencomplex van twee torens die beide 4,6 graden van het midden afbuigen.                                    |

### Overige

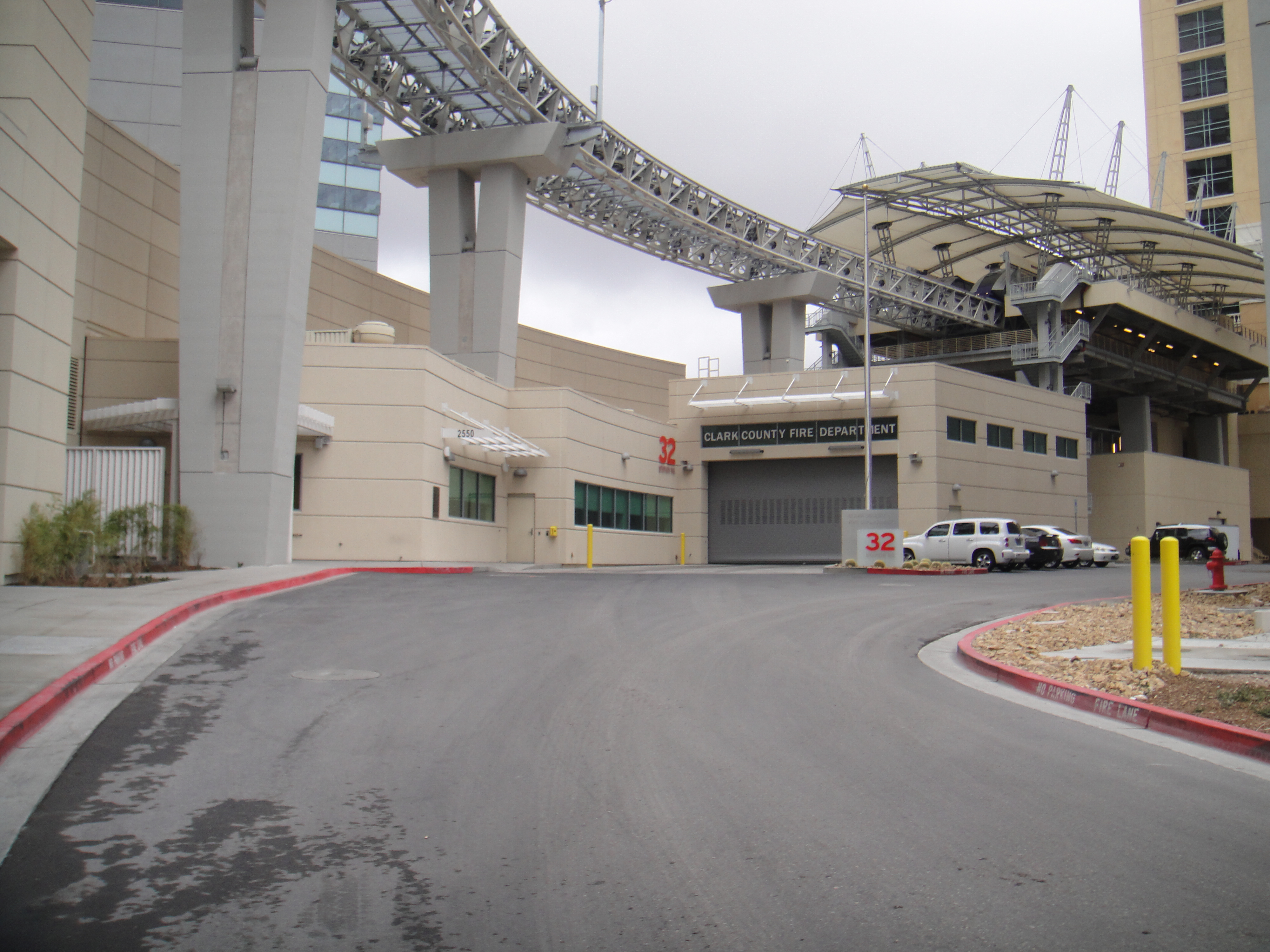
Het brandweerstation(onder) en de CityCenter-trambaan(boven).

#### Parkeergarage en brandweer
Naast de individuele parkeergarages van de verschillende gebouwen is er ook een grote algemene parkeerplaats gebouwd voor de bezoekers van het CityCenter. Op deze parkeerplaats is plek voor ruim 6.900 voertuigen. Tevens heeft het CityCenter plek gemaakt voor een brandweerstation, het Clark County Fire Department station 32.

#### CityCenter Tram
Het CityCenter wordt verbonden met het naastgelegen Bellagio, dat ook eigendom is van MGM Resorts International door middel van de CityCenter Tram. Deze tram begint bij de halte Park MGM-Aria en gaat via de halte bij het Crystals door naar het Bellagio, waar de derde en laatste halte zit.